# SN 2002ek
SN 2002ek – supernowa odkryta 22 lipca 2002 roku w galaktyce A203208-1517. W momencie odkrycia miała maksymalną jasność 19,20m.